# Анна Морпурго Девіс
Анна Ельбіна Морпурго Девіс (англ. Anna Morpurgo Davies, уроджена Анна Морпурго; 21 червня 1937, Мілан, Італія — 27 вересня 2014, Оксфорд, Англія, Велика Британія) — британська лінгвістка та історикиня італійського походження. Фахівчиня з давніх індоєвропейських мов, відома своїм внеском у вивчення лінійного письма Б й уточненням дешифрування лувійських ієрогліфів. Доктор, членкиня Британської академії та Academia Europaea, іноземна членкиня Американського філософського товариства (1991).

## Життєпис
Народилася в нерелігійній єврейській родині вчительки та інженера (батько помер, коли їй було півтора року). Онука відомого математика Гвідо Кастельнуово.
Навчаючись у класичному ліцеї Юлія Цезаря, спочатку хотіла обрати кар'єру математика, як і її дід, але зацікавилася класичними дослідженнями.
Здобула ступінь доктора літературознавства в Римському університеті, де обіймала посаду доцента, пізніше магістра мистецтв у Оксфорді, почесного доктора літературознавства в університеті Сент-Ендрюса. Була однією з піонерів структурної лінгвістики в Італії.
У 1961—1962 роках була дослідником-постдокторантом у Центрі давньогрецьких досліджень у Вашингтоні при Гарвардському університеті, де познайомилася зі своїм майбутнім чоловіком, істориком Джоном Девісом. 1962 року переїхала до Оксфорда, де взяла участь у роботі новоствореної кафедри теоретичної лінгвістики, від 1964 року викладала там класичні мови. Пізніше також обіймала посаду професора в низці великих американських університетів (Пенсільванський університет, Каліфорнійський університет, Університет Цинциннаті, Стенфордський університет).
Іноземна почесна членкиня Американської академії мистецтв і наук. Членкор паризької Академії надписів та красного письменства, Австрійської та Баварської академій.